# Polymarket
Polymarket是美国一個预测市场運營機構，总部位于纽约曼哈頓。该平台于2020年推出。用戶可以在该平台上对包括经济指标、誰可以獲獎以及總統和議會選舉结果在內的未来各种事件下注，是否輸錢或贏錢取決於預測的結果是否能實現。
2024年美国大选期間，很多人在該平台下注。 截至2024年11月5日，用戶在該平台就美國總統選舉結果下註的資金超过33亿美元  。
由於Polymarket涉嫌非法賭博，法國 、新加坡均已封鎖了該網站。